# San Cristóbal de la Vega
San Cristóbal de la Vega è un comune spagnolo di 158 abitanti situato nella comunità autonoma di Castiglia e León.